# Duque de Hamilton

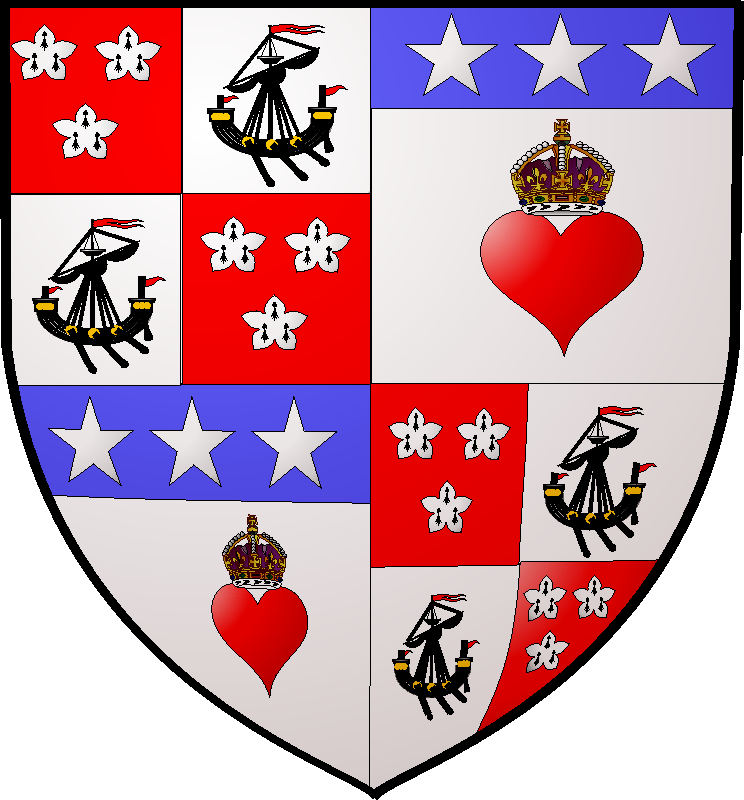
Brasão de armas dos atuais duques de Hamilton

O título Duque de Hamilton, no Pariato da Escócia, foi criado em 1643. É o ducado mais antigo neste Pariato (após o Ducado de Rothesay, criado para o filho mais velho do soberano), e, como tal, seu titular é o Peer Premier da Escócia, além de ser cabeça tanto da Casa de Hamilton como da Casa de Douglas. O título, nomeado após o Clã Hamilton, e muitos lugares ao redor do mundo são nomeados para os membros da família Hamilton. Sobrenome da família ducal, originalmente "Hamilton", é agora "Douglas-Hamilton". Desde 1711, o ducado é criado em conjunto com o ducado de Brandon no Pariato da Grã-Bretanha, e os duques desde então foram criados Duque de Hamilton e Brandon.
Os títulos detidos pelo atual Duque de Hamilton e Brandon são:
Pariato da Escócia
- 16.º Duque de Hamilton (criado em 1643)
- 13.º Marquês de Douglas (criado em 1633)
- 16.º Marquês de Clydesdale (criado em 1643)
- 23.º Conde de Angus (criado em 1389)
- 13.º Conde de Angus (criado em 1633)
- 15.º Conde de Lanark (criado em 1639)
- 16.º Conde de Arran e Cambridge (criado em 1643)
- 13.º Lord Abernethy e Jedburgh Forest (criado em 1633)
- 15.º Lord Machanshyre e Polmont (criado em 1639)
- 16.º Lord Aven e Innerdale (criado em 1643)

Pariato da Grã-Bretanha
- 13.º Duque de Brandon, no Condado de Suffolk (criado em 1711)
- 13.º Barão Dutton, no Condado de Chester (criado em 1711)

## Outros ofícios e deveres
O duque de Hamilton e Brandon é Guardião Hereditário do Palácio de Holyroodhouse, a residência real oficial na Escócia, onde mantém grandes aposentos privados. Ele também é, como Senhor Abernethy, e neste sucessor dos gaélicos Condes de Fife, o Portador Hereditário da Coroa da Escócia, um papel que o 15.º duque realizou na inauguração do Parlamento Escocês, em 1999, assim como o 16.º duque  no Estado de Parlamento, em 30 de junho de 2011.

## Histórico
O irmão mais novo do 3.º conde John Hamilton (que foi denominado Senhor Hamilton, embora aparentemente sem justificação legal) foi nomeado para administrar os bens de seu irmão. Ele foi criado Marquês de Hamilton, conde de Arran e Lord Aven em 17 de abril de 1599. Seu filho, James, 2.º Marquês de Hamilton (que tinha sido criado Lord Aberbrothwick (ou Arbroath) em 5 de maio de 1608,  antes de suceder) mudou para a Inglaterra com o rei Jaime VI, e investiu na Companhia das Ilhas Somers, um ramo da Companhia da Virgínia, a compra de ações da Lucy Russell, condessa de Bedford. A Paróquia de Hamilton nas Ilhas Somers (agora Bermudas) é nomeada para ele. Após a morte de seu tio em 1609 sucedeu como 4.º Conde de Arran (da criação 1503) e 5.º Lordr Hamilton. Ele também foi criado conde de Cambridge e Innerdale e Barão no Pariato da Inglaterra em 16 de Junho de 1619.
Seu filho, James, 3.º Marquês de Hamilton, foi criado Duque de Hamilton, Marquês de Clydesdale, Conde de Arran e Cambridge e Lord Aven e Innerdale em 12 de abril de 1643,  com um resto especial permitindo sucessão através da linhagem feminina caso a sua linhagem ou a de seu irmãofalhasse. Seu filho, Charles, conde de Arran, morreu jovem e os títulos do 1.º Duque passaram para o seu irmão mais novo, William, 2.º Duque de Hamilton, que já havia sido criado Conde de Lanark e Lord Machanshire e Polmont em 31 de março 1639.  A renúncia e concessão em 1650 permitiu também estes serem herdados pela filha do velho 1.º Duque. Após a sua morte em 1651, sem herdeiros mais na linha imediata do sexo masculino, o ducado (e os títulos criados com ele), assim como o Condado de Lanark (e o título criado com ele), passou para a filha, Anne, 3.ª Duquesa de Hamilton. O Condado de Arran de 1503 e o senhorio de Hamilton tornaram-se suspensos, e todos os outros títulos (o marquesado de Hamilton, o Condado de Arran de 1599 e as Senhorias de Hamilton, Aven e Aberbrothwick no Pariato da Escócia, e do Condado de Cambridge e o Baronato de Innerdale no Pariato da Inglaterra) foram extintas.
Em 9 de julho de 1698, a 3.ª Duquesa renunciou a todos os seus títulos em favor de seu filho mais velho, James, Conde de Arran, que assim sucedeu como o 4.º Duque (seu pai tinha morrido em 1694). Durante a preparação para os Ato de União de 1707, o 4.º Duque foi o líder do partido anti-sindical. Ele foi criado Duque de Brandon no condado de Suffolk, e Barão Dutton, no condado de Chester, no Pariato da Grã-Bretanha em 10 de setembro de 1711, mas foi indevidamente recusado numa convocação para o Parlamento da Grã-Bretanha sob esse título (embora ele continuou sentado como um ponto representativo). Ele foi morto em duelo com Charles Mohun, quarto Barão Mohun (que também morreu), no Hyde Park, em Londres, em 15 de novembro de 1712.

## Lista dos Duques de Hamilton

### Marqueses de Hamilton (1599)
- John Hamilton, 1.º Marquês de Hamilton (c. 1535–1604) (criado Marquês de Hamilton durante a vida de seu irmão mais velho, o 3.º Conde de Arran)
- James Hamilton, 2.º Marquês de Hamilton, 1.º Conde de Cambridge (1589–1625) (sucedeu como 4.º Conde de Arran em 1609)
- James Hamilton, 3.º Marquês de Hamilton, 2.º Conde de Cambridge (1606–1649) (criado Duque de Hamilton em 1643)
  - Charles Hamilton, Conde de Arran (1634–1640) (filho mais velho do 3.º Marquês, morreu antes de seu pai, na infância)

### Duques de Hamilton (1643)
- James Hamilton, 2º Marquês de Hamilton (1589-1625)
  - James Hamilton, 1.º Duque de Hamilton, 2.º Conde de Cambridge (1606–1649)
  -  William Hamilton, 2.º Duque de Hamilton, 3.º Conde de Cambridge (1616–1651)
  -  Anne Hamilton, 3.ª Duquesa de Hamilton (c. 1631–1716) (resignou do Ducado em favor de seu filho em 1698)
    -  James Hamilton, 4.º Duque de Hamilton, 1.º Duque de Brandon (1658–1712) (criado Duque de Brandon em 1711)
      -  James Hamilton, 5.º Duque de Hamilton, 2.º Duque de Brandon (1703–1743)
        -  James Hamilton, 6.º Duque de Hamilton, 3.º Duque de Brandon (1724–1758)
          -  James Hamilton, 7.º Duque de Hamilton, 4.º Duque de Brandon (1755–1769) (sucedido como 4.º Marquês de Douglas em 1761)
          -  Douglas Hamilton, 8.º Duque de Hamilton, 5.º Duque de Brandon (1756–1799)

        -  Archibald Hamilton, 9.º Duque de Hamilton, 6.º Duque de Brandon (1740–1819)
          -  Alexander Hamilton, 10.º Duque de Hamilton, 7.º Duque de Brandon (1767–1852)
            -  William Hamilton, 11.º Duque de Hamilton, 8.º Duque de Brandon (1811–1863)
              -  William Alexander Louis Stephen Douglas-Hamilton, 12.º Duque de Hamilton, 9.º Duque de Brandon, 8.º Conde de Selkirk (1845–1895)[15]

      - Lord Anne Hamilton (1709-1748)
        - Charles Powell Hamilton (1747-1825)
          - Augustus Barrington Price Anne Powell Douglas-Hamilton (1781–1849)
            - Capitão Charles Henry Douglas-Hamilton (1808–1873)
              -  Alfred Douglas Douglas-Hamilton, 13.º Duque de Hamilton, 10.º Duque de Brandon, 9.º Conde de Selkirk (1862–1940)
                -  Douglas Douglas-Hamilton, 14.º Duque de Hamilton, 11.º Duque de Brandon (1903–1973)
                  -  Angus Alan Douglas Douglas-Hamilton, 15.º Duque de Hamilton, 12.º Duque de Brandon (1938–2010)
                    -  Alexander Douglas Douglas-Hamilton, 16.º Duque de Hamilton, 13.º Duque de Brandon (b. 1978)

### Linha de Sucessão
- James Hamilton, 4th Duke of Hamilton, 1st Duke of Brandon (1660–1724)
  - Lord Anne Hamilton (1709–1748)
    - Admiral Charles Powell Hamilton (1747–1825)
      - Augustus Barrington Price Anne Powell Douglas-Hamilton (1781–1849)
        - Captain Charles Henry Douglas-Hamilton (1808–1873)
          -  Alfred Douglas-Hamilton, 13th Duke of Hamilton, 10th Duke of Brandon, 9th Earl of Selkirk (1862–1940)
            -  Douglas Douglas-Hamilton, 14th Duke of Hamilton, 11th Duke of Brandon (1903–1973)
              -  Angus Douglas-Hamilton, 15th Duke of Hamilton, 12th Duke of Brandon (1938–2010)
                -  Alexander Douglas-Hamilton, 16th Duke of Hamilton, 13th Duke of Brandon (1978)
                  - (1). Douglas Charles Douglas-Hamilton, Marquess of Douglas and Clydesdale (2012})
                  - (2). Lord William Frederick Douglas-Hamilton (2014)
                  - (3). Lord Basil George Douglas-Hamilton (2016)

                - (4). Lord John William Douglas-Hamilton (1979)

              -   James Alexander Douglas-Hamilton, 11th Earl of Selkirk, Baron Selkirk of Douglas (1942–2023)
                -  (5). John Andrew Douglas-Hamilton, 12th Earl of Selkirk (1978)
                - (6). Hon. Charles Douglas Douglas-Hamilton (1979)
                - (7). Hon. James Robert Douglas-Hamilton (1981)
                - (8). Hon. Harry Alexander Douglas-Hamilton (1981)

              - Lord Hugh Malcolm Douglas-Hamilton (1946–1995)
                - (9). Brendan Thomas Douglas-Hamilton (1974)

              - (10). Lord Patrick George Douglas-Hamilton (1950)

            -  George Douglas-Hamilton, 10th Earl of Selkirk (1906–1994)
            - Lord Malcolm Avondale Douglas-Hamilton (1909–1964)
              - (11). Alasdair Malcolm Douglas-Hamilton (1939) 
                - (12). Angus Gavin Douglas-Hamilton (1968) 
                  - (13). William Niall Douglas-Hamilton (1999)

                - (14). Geordie Fergus Douglas-Hamilton (1969)

            - Lord David Douglas-Hamilton (1912–1944)
              - (15). Iain Douglas-Hamilton (1942)

        - Francis Seymour Douglas-Hamilton (1811–1874)
          - Algernon Percy Douglas-Hamilton (1844–1891)
            - Percy Seymour Douglas-Hamilton (1875–1940)
              - John Percy Douglas-Hamilton (1930–2008)
                - (16). John Gavin Douglas-Hamilton (1957)

          - Aubrey Reginald Douglas-Hamilton (1851–1933)
            - Herbert Eustace Seymour Douglas-Hamilton (1886–1963)
              - (17). Cecil Seymour Douglas-Hamilton (1916)